# (M)učedník
(M)učedník (v originále Ученик) je ruský hraný film z roku 2016, který režíroval Kirill Serebrennikov podle vlastního scénáře. Jedná se o adaptaci divadelní hry Martyr německého autora Maria von Mayenburg. Snímek měl světovou premiéru na Filmovém festivalu v Cannes v sekci Un certain regard dne 13. května 2016.

## Děj
Venjamin je student střední školy, který žije se svou rozvedenou matkou. Venjamin se začne upínat ke studiu Bible, ke které přistupuje velmi dogmaticky. Své názory na morálku vnucuje své matce, přátelům, spolužákům a učitelům. Jediný, kdo se mu dokáže vzepřít je jeho učitelka biologie. Venjaminovy stále fanatičtější názory nakonec vedou až k tragédii.

## Obsazení
| Pjotr Skvorcov     | Venjamin Južin    |
| Viktorija Isakova  | Elena Krasnova    |
| Julija Aug         | Inga Južina       |
| Alexandr Gorčilin  | Grigorij Zajcev   |
| Alexandra Revenko  | Lidia Tkačeva     |
| Irina Rudnickaja   | Irina Petrovna    |
| Světlana Bragarnik | Ludmila Stukalina |
| Nikolaj Roščin     | kněz Vsevolod     |

## Ocenění
- Kinotavr: cena za režii (Kirill Serebrennikov)
- Nika: nejlepší herečka ve vedlejší roli (Youlia Aoug)